# Эзов, Герасим Артемьевич
Герасим Артемьевич Эзов (1835—1905) — член Совета министра народного просвещения; действительный тайный советник.

## Биография
Родился в 1835 году.
Образование получил в Лазаревском институте восточных языков (1853). В 1854 году выдержал при Санкт-Петербургском университете экзамен на степень кандидата филологических наук. В 1859 году за сочинение «Внутренний быт древней Армении» получил степень магистра армяно-персидской словесности.
В службе состоял с 6 ноября 1854 года. С 1858 года, на протяжении многих лет, служил в департаменте духовных дел иностранных исповеданий Министерства внутренних дел; 13 апреля 1875 года был произведён в действительные статские советники. В 1881 году перешёл в Министерство народного просвещения вице-директором департамента; несколько лет состоял членом учёного комитета министерства, был членом Совета министра; 1 января 1890 года произведён в тайные советники.
Много писал в разных периодических изданиях. Сотрудничал в «Северной пчеле», «Современнике», «Журнале министерства народного просвещения», «Отечественных записках» и других изданиях. Были напечатаны его сочинения: «Обозрение армянской периодической литературы» (Санкт-Петербург, 1857. — 15 с.), «Об учении персидских магов. Сочинение Езника, армянского писателя V века» (Санкт-Петербург: тип. Акад. наук, 1858. — [2], 54 с.), «Начало сношений Эчмиадзинского патриаршего престола с русским правительством : Историческое исследование по неизданным документам» (Тифлис : скоропечатня М. Мартиросянца, 1901. — [2], 85 с.).
В числе его наград были российские: ордена Св. Станислава 1-й ст. (1878), Св. Анны 1-й ст. (1881), Св. Владимира 2-й ст. (1883); и иностранный: персидский Орден Льва и Солнца 1-й ст. (1885).
Умер в Санкт-Петербурге 31 мая (13 июня) 1905 года.